# Walter Janson
Walter Janson (* 1953 in Hasloch) ist ein deutscher Journalist und Fernsehmoderator.

## Karriere
Nach einem Volontariat beim Straubinger Tagblatt und der Deutschen Tagespost arbeitete Janson ab 1977 als freier Mitarbeiter beim SWR-Hörfunk in Mainz. Es kamen Tätigkeiten als Redakteur und Moderator im Fernsehen hinzu. 1983 wurde Janson für die „Landesschau“ Reporter im Landtag Rheinland-Pfalz und übernahm 1986 die stellvertretende Chefredaktion der Nachrichtensendung „Neues um Neun“. Ab 1990 war er Abteilungsleiter „FS-Information und Projekte“ und wurde 1998 Mitglied der Beauftragtenkonferenz für den Fernsehsender Phoenix. Im selben Jahr entwickelte er das Konzept der Literatursendung „Schrifttypen“. In seiner Funktion als Studioleiter des SWR in Bonn war er Chefkorrespondent und Kommentator mit dem Schwerpunkt Sicherheits- und Verteidigungspolitik. Seit 2003 ist er innerhalb der Abteilung Inland des SWR Leiter des Bereichs Gesprächsendungen. In seinem Verantwortungsbereich liegen Sendungen wie 2+Leif, Wortwechsel und Besser lesen im SWR Fernsehen. Am 18. Mai 2003 moderierte Janson die erste Folge von Wortwechsel mit dem Gast Leon de Winter. Janson moderiert alle vier Wochen die Sendung lesenswert – sachbuch im SWR.